# Darwinvis

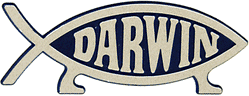

De Darwinvis (Darwin Fish) is een Ichthus-teken met geëvolueerde benen en voeten, doorgaans met het woord Darwin erin geschreven. Het symbool is een variatie op de christelijke Ichthus (de Jezusvis).
De Darwinvis symboliseert de evolutietheorie, zoals voor het eerst opgesteld door Charles Darwin, als tegenwicht tegen het geloof in creationisme, wat veel voorkomt in verschillende religieuze stromingen van (onder meer) het christendom. Dit evolutiesymbool heeft qua vormgeving wat weg van de uitgestorven diersoort tiktaalik, een belangrijk voorbeeld van een essentiële fossiele overgangsvorm.

## Geschiedenis
Twee leden van de toenmalige vereniging Southern California Atheïsts (zie The Skeptics Society), Al Seckel en John Edwards, ontwierpen de Darwin Fish in 1983. Het symbool verscheen voor het eerst op een pamflet voor vrijdenkerij van Atheïsts United in 1984. Seckel en Edwards gaven de Darwin Fish vervolgens vrij om op bijvoorbeeld T-shirts en bumperstickers te drukken. 